# Kopalnia Węgla Kamiennego Makoszowy
Das Bergwerk Makoszowy (Makoschau) (poln. Kopalnia Węgla Kamiennego Makoszowy; ehemalige deutsche Bezeichnung Delbrückschächte) ist ein stillgelegtes Steinkohlenbergwerk in Zabrze (Hindenburg OS), Polen.
Das Bergwerk gehörte seit dem 1. Mai 2015 zur Spółka Restrukturyzacji Kopalń und wurde erwartungsgemäß trotz großer Widerstände in der Belegschaft am 30. Dezember 2016 geschlossen. 2015 beschäftigte es noch 1966 Personen und baute Kohle auf den 660-m- und 850-m-Sohlen ab.

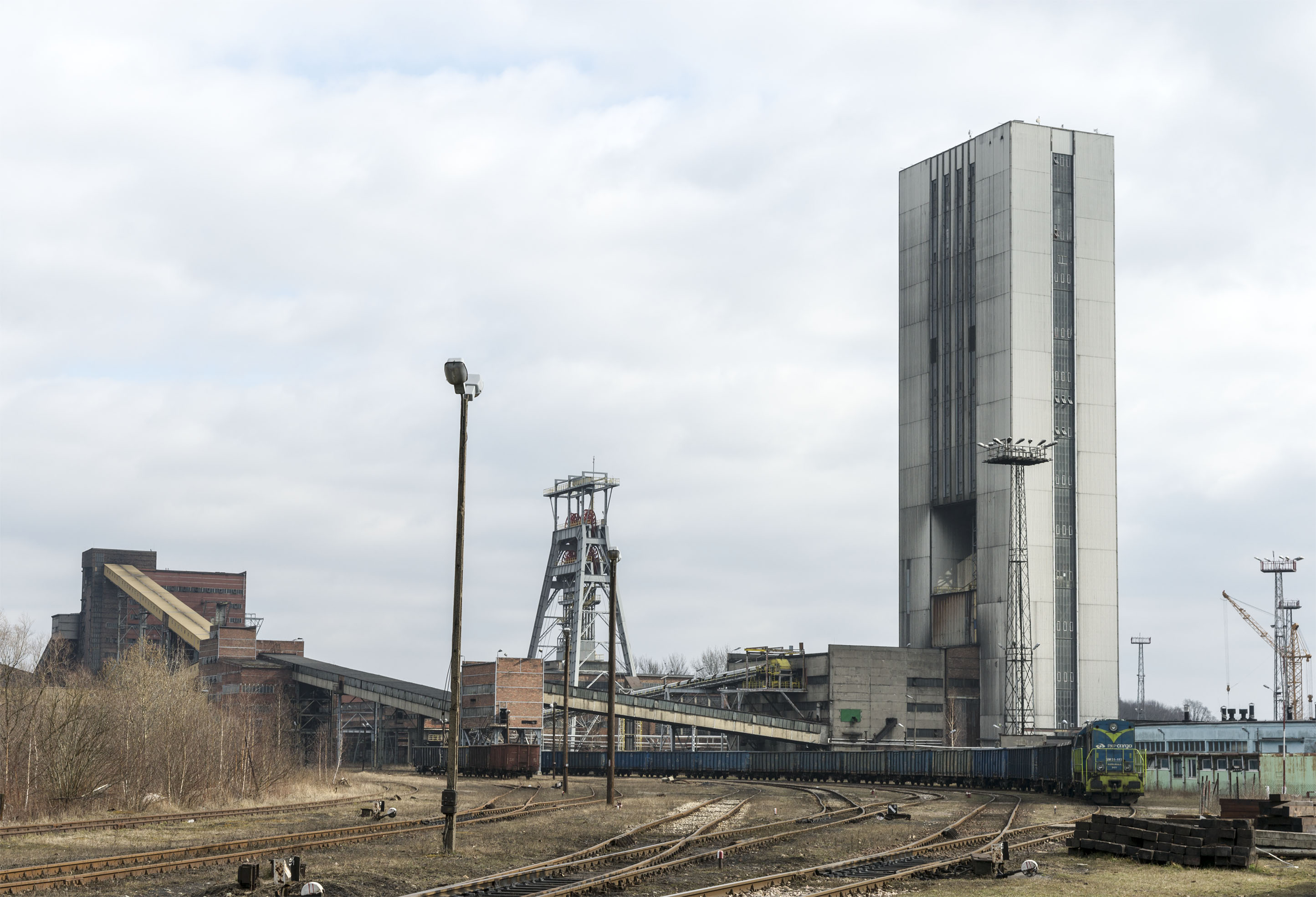
Wäsche, Schacht III und Schacht IV (von links nach rechts)

## Geschichte
In den Jahren von 1900 bis 1906 wurde Delbrück I/II zunächst als weitere Doppelschachtanlage der preußischen „Bergwerksinspektion 3“ (Bielschowitz) errichtet, um die Kohle aus mehreren Teilfeldern des riesigen staatlichen Feldbesitzes von dieser Anlage aus abzubauen und zu Tage zu heben. Schacht I verfügte zu Anfang über eine Teufe von 407 m, Schacht II über eine von 412 m. Während die benachbarten und sich ebenfalls im Besitz des Fiskus befindlichen Rheinbabenschächte am Anfang des 20. Jahrhunderts ausschließlich nicht verkokbare Kohle förderten, wurden von Beginn an auf Delbrück Flöze mit Kokskohle aufgefahren.
Erhebliche Probleme entstanden für das Bergwerk durch die Teilung Oberschlesiens im Jahr 1922. „Während der Grenzverlauf im ehemaligen Abstimmungsgebiet wenigstens näherungsweise schon im Herbst 1921 festgelegt wurde, fiel die Entscheidung über die staatliche Zugehörigkeit der Delbrück-Grube erst Mitte 1923. Am Ende blieb das Werk aufgrund des Urteils der Sondergrenzkommission auf deutscher Seite. […] Das Haupteingangstor [der Zeche] wurde bis 1939 als Grenzübergang genutzt.“
1926 wurde die Schachtanlage als eigenständige Zeche (wie auch die sich ebenfalls in Westoberschlesien befindliche Anlage Königin Luise) von der Preussag übernommen.

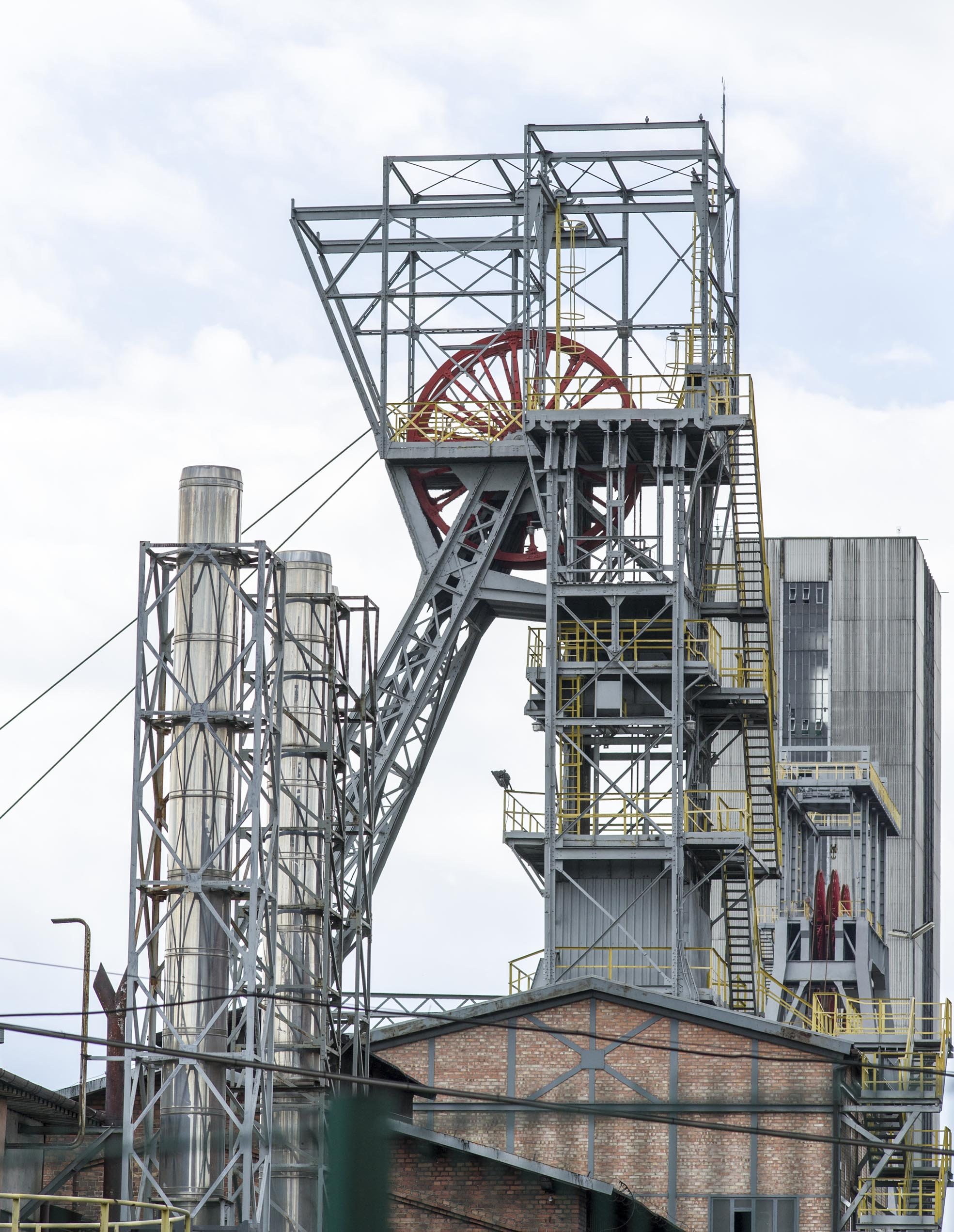
Gerüst über Schacht I (Teile der Doppelförderung abgerissen)

1938 hatten die beiden Schächte I und II Tiefen von 660 m (I: Doppelförderung, Seilfahrt, einziehender Wetterschacht) bzw. 530 m (II: Seilfahrt; ein- und ausziehender Wetterschacht durch Wetterscheider) erreicht und holten 1,785 Mio. t Kohle an die Tagesoberfläche. Weitere Schächte waren ein Wetterschacht 107 m (ausziehend), der „Eisenbahnschacht“ 314 m (Seilfahrt; einziehend) und Guido 167 m (ausziehend).
Nach dem Zweiten Weltkrieg wurde das Bergwerk unter dem Namen Makoszowy weitergeführt und gehörte von diesem Jahr an bis 1957 zur Gliwice Union für Kohleindustrie, von 1957 bis 2003 zur Union für Kohleindustrie Zabrze.
Das größte Grubenunglück ereignete sich am 28. August 1958, als durch ein Grubenfeuer 72 Bergleute getötet wurden.
Zwischen März 1976 und September 1978 wurde ein neuer Multifunktionsschacht IV auf 944 Meter abgeteuft und mit einem Betonförderturm ausgestattet. Zwischen 1982 und 1985 kam der Lüftungsschacht „Nord“ nordwestlich der Hauptschachtanlage hinzu. Später wurde das Gerüst über Schacht II abgerissen und die Doppelförderung aus Schacht I entfernt. Auch der Wetterschacht „Leśny“ wurde stillgelegt und verfüllt.

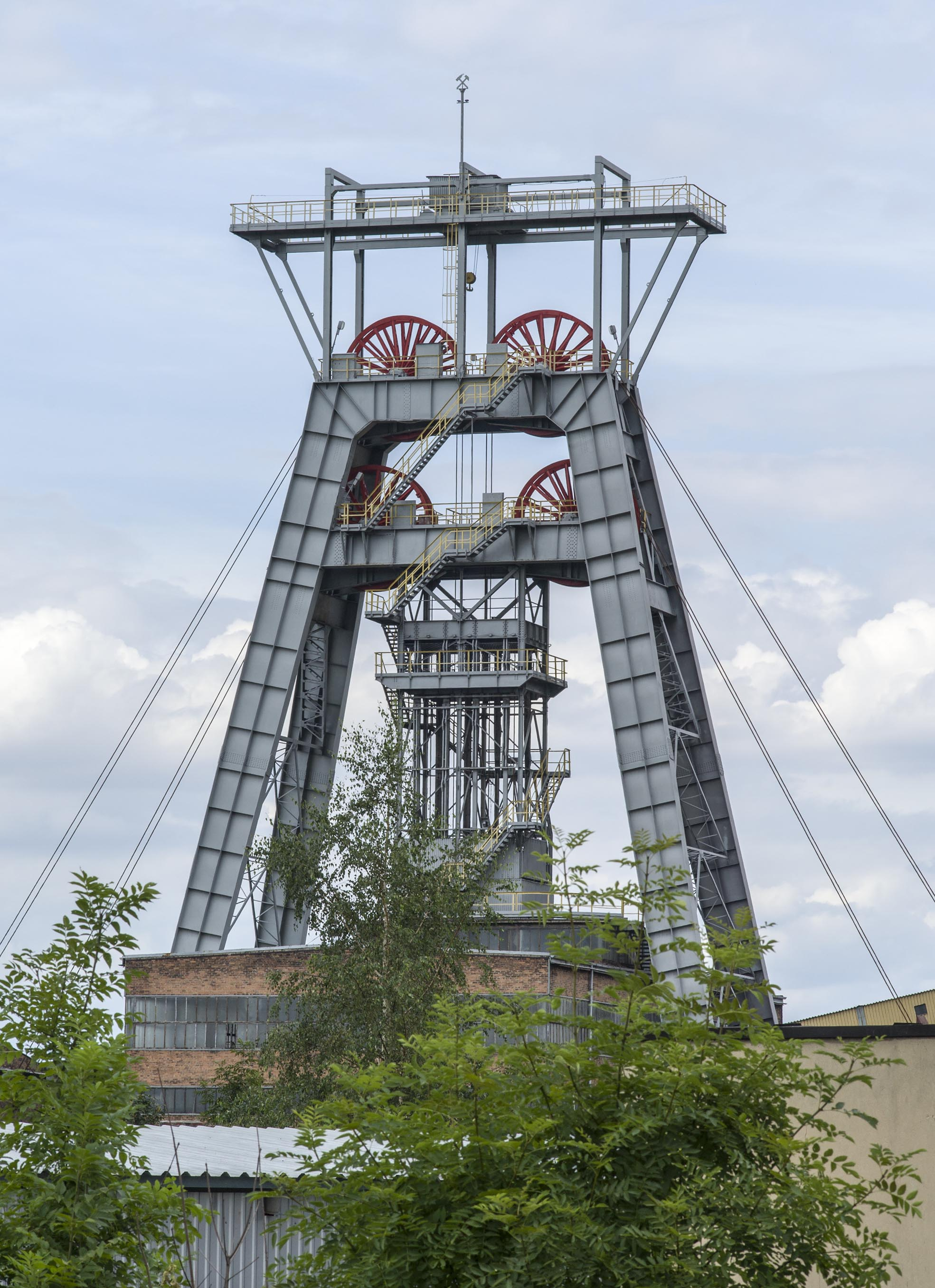
Doppelbock über Schacht III

Bei seiner Stilllegung verfügte das Bergwerk über folgende Schächte:
- Schacht I: Seilfahrt
- Schacht III: Doppelbockfördergerüst für Materialtransport (Förderung?)
- Schacht IV: Betonturm mit Skipförderung
- Wetterschacht „Północny“

Die Zeche beschäftigte 2012 rund 3600 Mitarbeiter und baute die Kohle auf den Sohlen in 660 m und 850 m Tiefe ab. 1988 erreichte die Anlage die höchste Leistung in seiner Geschichte von mehr als 5.127.000 Tonnen.
Von 2003 bis 2015 wurde es von der Kompania Węglowa SA in Katowice betrieben. Am 1. Juli 2005 erfolgte der Zusammenschluss mit Sośnica zum Verbundbergwerk Sośnica-Makoszowy, 2015 wurde der Verbund wieder rückgängig gemacht.

## Förderzahlen
- 1938: 1,81 Mio. t
- 1970: 2,55 Mio. t
- 1979: 4,35 Mio. t
- 1988: 5,13 Mio. t